# Hertigdömet Lancaster

Hertigdömet Lancasters heraldiska vapen.

Hertigdömet Lancaster (Duchy of Lancaster) är sedan 1399 den brittiske monarkens egendom i kraft av ämbetet. Hertigdömet ger den brittiske monarken en inkomst som är oberoende av parlamentets anslag.
Hertigdömet utgör i praktiken inte något sammanhängande territorium eller gods utan är en samling av mark, egendomar och tillgångar vilka förvaltas för monarkens räkning och administreras avskilt från kronan, den brittiska staten som juridisk person. Sammantaget består dess tillgångar av 18 433 hektar jord, stadsfastigheter, historiska byggnader och en del affärsfastigheter, särskilt i Cheshire, Staffordshire, Derbyshire, Lincolnshire, Yorkshire, Lancashire och City of London.
Hertigdömet Lancaster är en av två kungliga hertigdömen, med titlar knutna till egendom, och som inte är enbart titulära. Det andra är hertigdömet Cornwall, som genererar inkomster åt prinsen av Wales.